# Pierre Claude Pucelle
Pierre Claude Hippolyte Pucelle est un homme politique français né le 2 mars 1752 à Montdidier (Somme) et décédé le 22 mai 1819 au même lieu.

## Biographie
Il est le fils aîné de Claude Hypolite Pucelle, premier assesseur en la mairie de Montdidier et de Marie Jeanne de Parviller. 
Avant 1789, il est avocat du roi au bailliage de Montdidier, et subdélégué de l'intendance de Picardie dans l'élection de Montdidier.
Sous la Révolution, il devient accusateur public en janvier 1791, puis procureur syndic de Montdidier. 
En 1791, il est le premier député suppléant du département de la Somme à l'Assemblée législative. Il est appelé à siéger le 14 mars 1792 et vote avec la majorité.  
Il est élu maire le 16 décembre 1792 et reste en fonction pendant la Convention. Il est élu juge de paix le 13 mars 1794. 
Après le coup d'État du 18 Brumaire, il se rallie au régime et devient juge au tribunal civil de Montdidier, puis président de 1801 à 1816. 